# 南希·斯龐根
南希‧斯龐根（英語：Nancy Laura Spungen，1958年2月27日—1978年10月12日）出生並成長於美國費城，因為其為知名龐克樂團性手槍貝斯手席德·維瑟斯的女友身分而聞名。
據其母親Deborah Spungen的敘述，南希從小就是個很難搞的小孩。在其母親撰寫的回憶錄《And I Don’t Want To Live This Life: A Mother's Story Of Her Daughter's Murder》中，就指出南希具攻擊性、喜歡尖叫、亂發脾氣並且會霸凌自己兄弟姊妹的狀況。
南希在11歲時被公立學校開除，其父母將其轉入戈藍豪理姆學校（Devereux Glenholme School），這是一所位於美國的寄宿學校，並為具有特殊需求的學生（主要為精神疾病）提供治療。南希在15歲時被診斷出患有思覺失調症。
在被大學開除後，她就前去倫敦，於1977年在此遇到席德·維瑟斯，他們之間的關係充斥著親密暴力和藥物濫用的狀況。
南希於1978年10月12日被發現死在紐約切爾西旅館（The Hotel Chelsea）100號房的浴室廁所裡，死時年僅20歲。